# 폴란드 여성 파업 시위
2020–2021 폴란드에서  열린 여성 파업 시위, 흔히 여성 파업이라고 불리는 이 시위는 2020년 10월 22일에 시작된 폴란드의 반정부 시위이자 시위로, 주로 판결된 법과 정의 (폴란드어: Prawo i Sprawiedliwość, PiS)에 의해 임명된 판사들로 구성된 헌법재판소의 판결에 대응하여 시작되었다. 이 판결은 폴란드의 낙태에 관한 법을 강화한 유나이티드 라이트를 지배했다. 이 판결은 태아가 심각하고 영구적인 장애를 가지고 있거나 불치병과 생명을 위협하는 질병을 앓고 있는 경우를 포함하여 거의 모든 낙태 사례를 불법으로 규정했다. 전 폴란드 여성 파업은 불법적으로 시위를 조직했다는 이유로 당국에 의해 기소되었다.
2020년 10월 22일 저녁, 판결에 반대하는 대규모 시위가 시작되었다.  1989년 혁명 당시 종인민공화국이 식된 이후 가장 큰 규모의 시위에서, 시위대는 로마 가톨릭 교회의 공공 문제 간섭에 반대했으며, 집권 연합에 의한 세 정부 부문의 지배에도 반대했다.

## 헌법재판소 낙태 사건

### 배경
1993년 1월 7일, 폴란드 의회는 임신이 어머니의 생명에 위험을 초래하거나 범죄의 결과이거나 태아에게 장애가 있는 경우를 제외하고 낙태를 금지하는 가족계획법을 통과시켰다. 1997년, 안제이 졸이 이끄는 헌법재판소는 사회적 이유로 낙태를 위헌으로 판결했다.
2010년대 중반, 여성 및 가족 계획 연맹에 따르면 연간 약 80,000~200,000명의 폴란드 여성이 낙태(합법적이든 불법적이든)를 시행했으며, 폴란드 인간 생명 수호자 협회에 따르면 약 8,000~13,000명이 낙태를 시행했다. 2013년 여론 조사 센터와 2016년 여성 및 가족 계획 연맹에 따르면 2010년대에는 전체 폴란드 여성의 약 4분의 1이 임신을 종료한 것으로 나타났다. The Lancet의 Sedgh, Singh, Henshaw, Bankole에 따르면, 2000년대 15~44세 여성 1000명당 전 세계 낙태율은 "낙태법의 현황에 관계없이 전 세계 모든 지역에서" 연간 약 10~40건에 달했다. 2010년대 폴란드의 합법 낙태 건수는 연간 약 1,000건에 달했다.
하원이 헌법재판관을 선출하기 때문에 2015년 폴란드에서 연합우파가 집권한 이후 PiS의 지배가 사법부로 확대되었다. 이러한 지배는 2015년 폴란드 헌법재판소 위기로 이어졌다. 2020년 2월에도 일부 전직 판사와 대통령들에 의해 재판소의 지위에 대한 논란이 계속되고 있다.
2016년, 낙태에 대한 제한을 강화하기 위해 낙태 반대 운동인 Stop Aborcji [Stop Abortion]에 의해 시민 이니셔티브가 시작되었다. 이 이니셔티브는 83만 명의 서명을 받아 폴란드 의회가 이를 논의할 수밖에 없었다. 이 법안이 의회 논의에서 더욱 진전되자, 전 폴란드 여성 파업은 "흑인 시위"라는 브랜드의 시위 운동을 시작하여 국제적인 주목을 받았다. 며칠 후, PiS 정부는 법안이 위원회에서 폐기되도록 허용했다.
낙태 반대 단체들은 기존 낙태법의 합헌성에 반대하기 시작했다. [1] 2019년 선거 이후, 새로 선출된 Sejm의 119명의 의원들은 PiS, 연합, 폴란드 연합 의회 그룹 출신으로, 강간과 관련이 없는 임신의 낙태가 헌법재판소에 헌법에 합치되는지 여부와 어머니의 생명을 위협하지 않는지에 대한 의견서를 제출했다. 2018년 7월, 낙태 금지에 반대하는 3주간의 비폭력 시위가 시작되었고 법안 철회로 이어졌다. 2019년 12월, 총구 금지법이 제정되어 철회될 때까지 2-3주 동안 대중적이고 광범위한 거리 시위를 촉발시켰다.
서명자들은 이 조항이 헌법상 인간의 존엄성 보호(제30조), 생명권(제38조) 또는 차별 금지(제32조)를 위반한다고 주장했다. 한 해 동안 헌법재판소는 이 문제에 대한 변론과 법적 개입을 듣거나 받았으며, 그 중 하나는 미국 법률사법센터 유럽 지부가 제출할 계획이었다.
2015년 법과 정의가 권력을 되찾은 이후 2020년까지 헌법재판소의 15명의 판사 중 14명이 Sejm에 의해 임명되었다. 모든 권력 분파에 대한 그들의 지배는 정치적 위기를 초래했으며, 이로 인해 유럽연합 집행위원회는 폴란드를 유럽사법재판소에 회부하게 되었다.

### 위헌판결
2020년 10월 22일에 발표되고 다음 날 발표된 11대 2 결정에서 헌법재판소는 태아에게 "장애 또는 불치병"이 있을 것으로 예상될 때 낙태를 허용하는 1993년 법 조항에 대해 위헌 결정을 내렸다. 판결은 헌법적 인간 존엄성 보호를 침해한다고 판단했다.
이 판결은 기존 법의 다른 두 사례에는 영향을 미치지 않았으며, 이는 범죄(강간 또는 근친상간 )의 결과이거나 여성의 생명이나 건강이 위험한 경우에도 임신을 중단할 수 있음을 의미한다. 실제로 위헌 판결을 받은 조항은 매년 폴란드에서 합법적으로 시행되는 1,000~2,000건의 낙태 중 압도적인 다수를 차지했다. 2019년 폴란드 보건부에 따르면 1110건의 공식 낙태 중 1074건이 태아 결함 사례였다. 이 중 271건은 다른 이상이 없는 다운 증후군, 60건은 다른 이상이 없는 파타우 증후군 또는 에드워드 증후군에 해당했다.

## 시위

### 타임라인

#### 2020년 10월
2020년 10월 22일, 판결 이후 거리 시위가 시작되어 주말 내내 계속되었다. 시위에 핵심적인 역할을 한 여성 파업 지도자 마르타 렘파트, 클레멘티나 수차노우, 아그니에슈카 체레데레카는 시위에 참여한 혐의로 법적으로 기소되었다.
거리 시위는 10월 23일 밤에 60개의 폴란드 마을에서, 그리고 2020년 10월 24일에 다시 발생했다. 시위는 마을 중심부, PiS 사무실, 종교 행정 사무실 앞에서, 그리고 극우 활동가 카자 고덱과 PiS 정치인 크리스티나 파워비츠의 집 앞에서도 일어났다.
2020년 10월 25일, 시위대는 가톨릭 교회에서 농성을 벌였다. 시위대는 현수막을 들고 가설과 여성 파업 상징이 적힌 전단지를 던지며 카토비체와 포즈나 ń를 포함한 여러 도시의 주일 미사를 방해했고, 58명의 교회와 전국의 교회가 파손되었다.
2020년 10월 26일, 150개 폴란드 도시에서 시위대가 참여했다.
2020년 10월 27일, 여성 파업은 다음과 같은 요구 사항을 제시했다: 헌법재판소, 대법원 및 옴부즈맨의 상황을 수정하고, 건강 보호와 기업가 지원을 위한 더 많은 자금으로 예산을 수정한다. 합법적인 낙태, 성교육, 피임 등 완전한 여성 권리를 제정하고, 가톨릭 교회의 국가 예산 지원을 중단하며, 학교에서의 종교 교육을 중단하고, 정부의 사임을 제정한다. 또한, 그들은 폴란드의 사회정치적 상황을 해결하기 위한 대화 플랫폼인 벨라루스 조정 위원회를 모델로 한 협의 위원회의 설립을 발표했다.

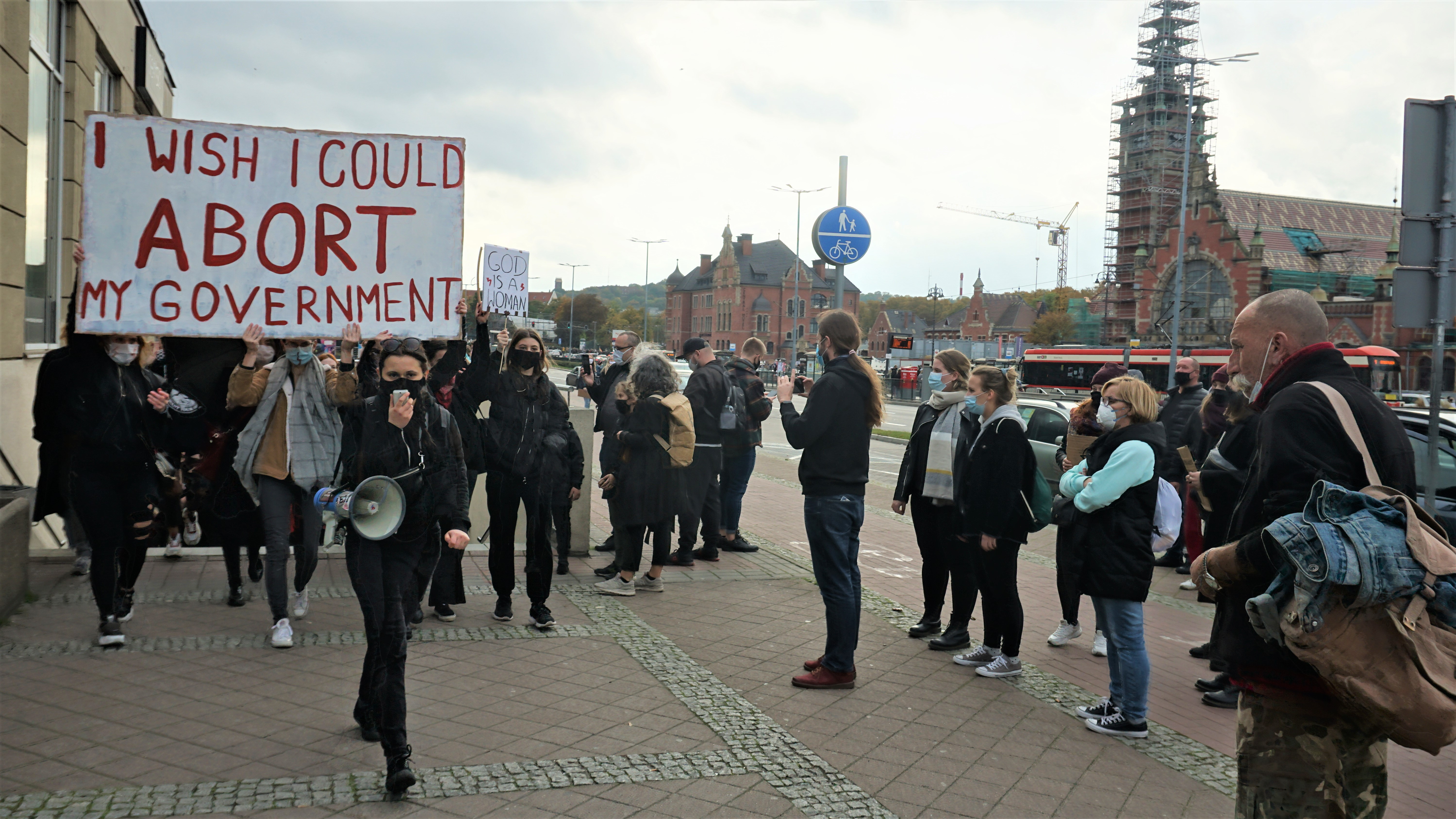
2020년 10월 24일, 그다 ń스크에서 시위대가 폴란드 정부를 "낙태"할 것을 촉구하고 있다.

2020년 10월 28일, "나는 일하지 않을 것이다"(폴란드어: Nie id ę do Roboty)라는 슬로건 아래 전국적인 여성 파업이 있었다. 많은 직장과 사무실에서 직원들이 시위에 참여할 수 있도록 허용했다. 대학 외에도 Gazeta.pl , 가제타 와이보르차, NaTemat.pl , 뉴스위크 폴스카 등 지역 언론이 이 운동을 지지하는 사설을 게재하며 시위에 참여했다. mBank를 포함한 기업들도 동참했다. 극우 및 민족주의 민병대가 교회에서 시위대를 폭력적으로 제거했다. 야로스와프 심칙 경찰청장에 따르면 전국적으로 약 43만 명이 410건의 시위에 참여했다.
2020년 10월 30일, 바르샤바에서 약 10만 명의 사람들이 대규모 시위에 참여했다. 야로스와프 카치 ń스키가 거주하는 졸리보르즈 지역은 경찰에 의해 차단되었으며, 경찰은 시위가 그의 집에 도달하지 못하게 했다.

#### 2020년 11월
2020년 11월 1일, 2020년 10월 31일부터 11월 2일까지 공동묘지를 폐쇄하기로 한 총리의 결정과 관련된 많은 시위가 있었다. 이는 꽃 생산자와 판매자들에게 영향을 미쳤다 (그 주말에는 모든 성인의 날이 기념되었다). 폴란드 전역의. PiS 사무실 아래에 꽃과 촛불이 놓여 있었다. [1][2][3][4][5][6] 11월 2일에는 브로츠와프에서도 시위가 벌어졌다.
2020년 11월 3일, 교육과학부 장관 프제미스와프 차르넥의 발표와 관련하여 학생들이 시위에 참여하도록 장려해야 할 교사들에 대한 결과에 대한 추가 시위가 벌어졌다. [7] 바르샤바에서는 시위에 참여하는 여성들을 지원하기 위해 대통령궁 앞에서 옷을 벗은 두 명의 예술가에 대해 경찰이 개입했다.

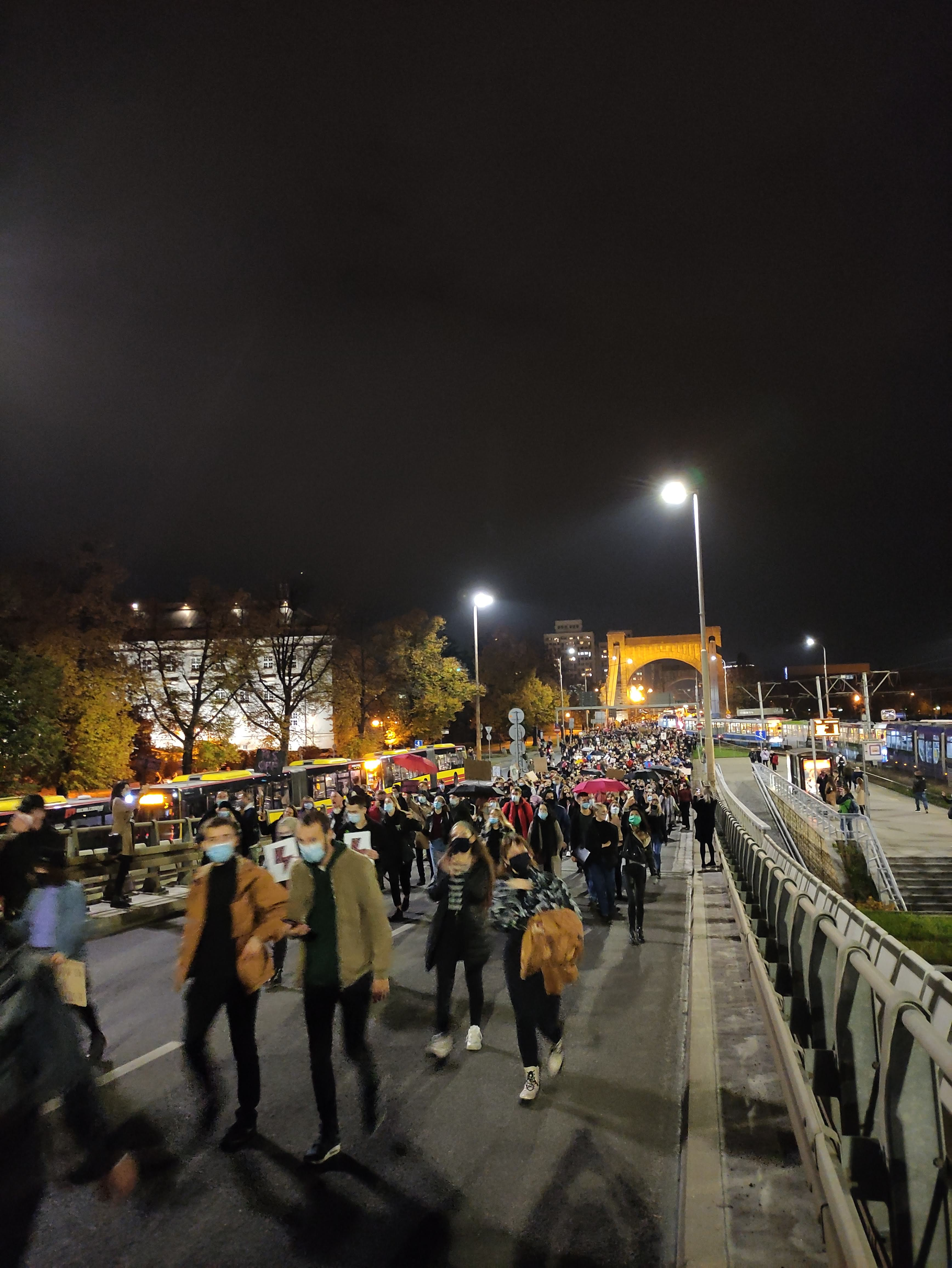
브로츠와프의 그룬발트 다리 차단, 2020년 10월 26일

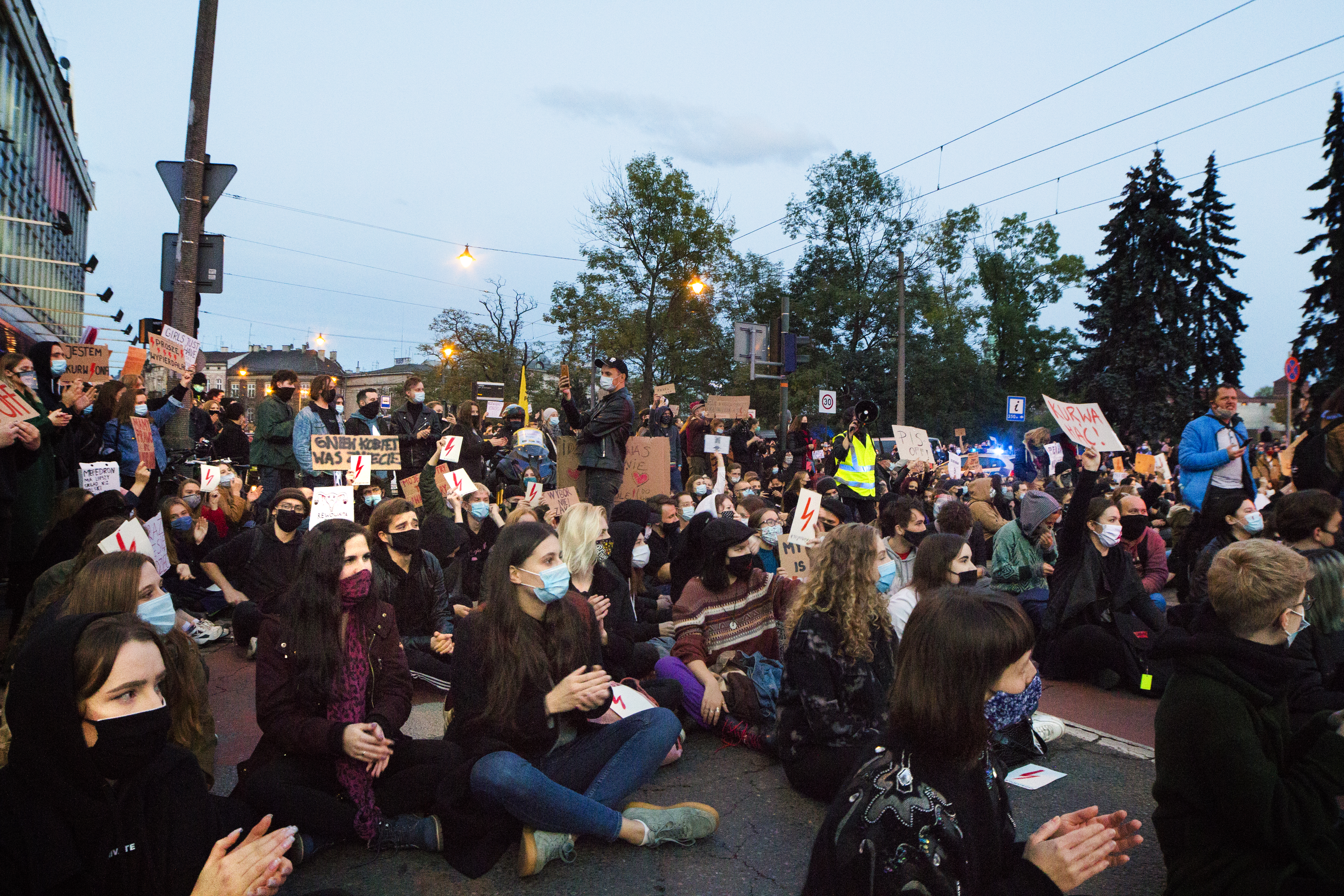
크라쿠프의 도로 봉쇄, 2020년 10월 26일

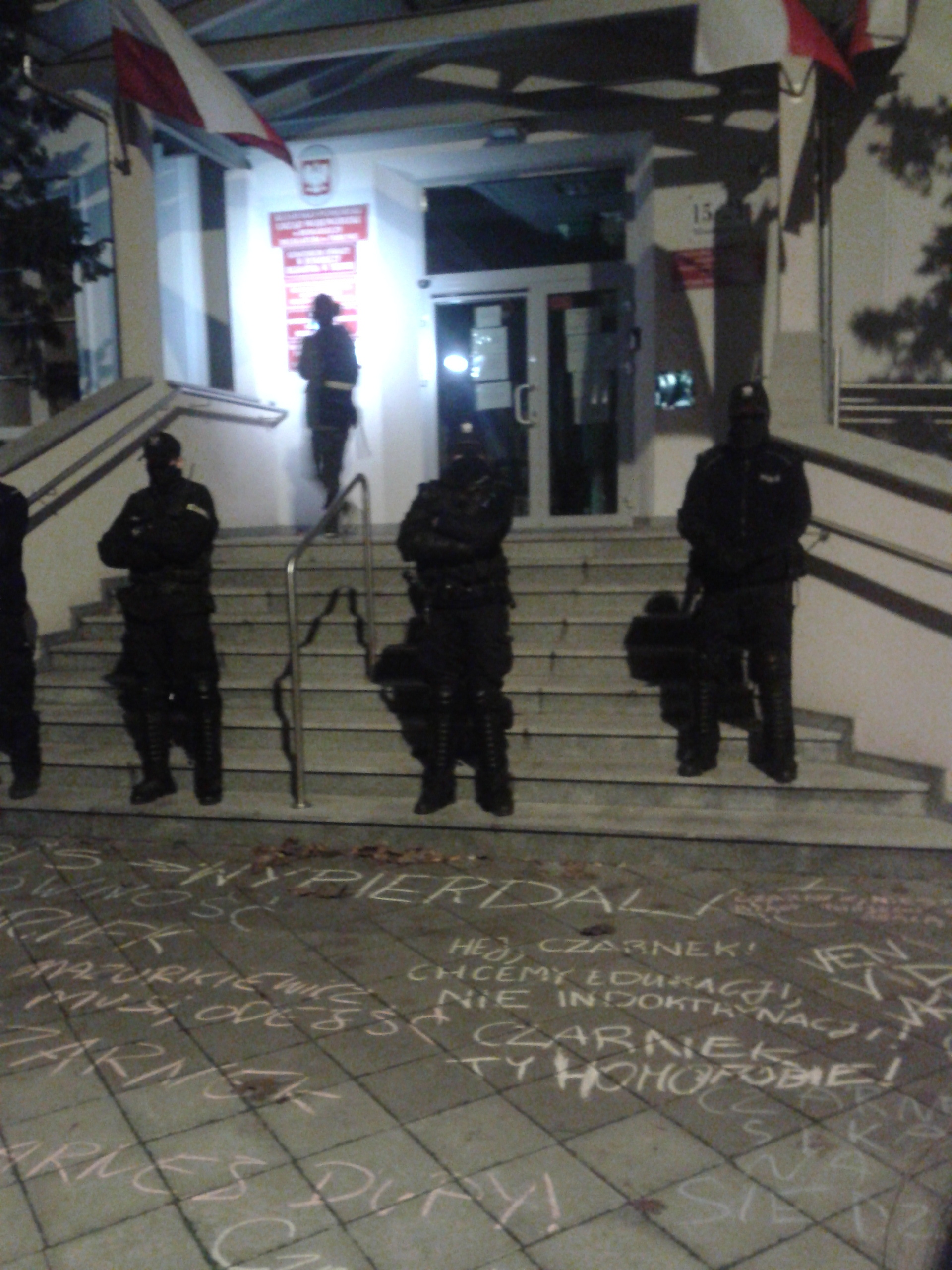
2020년 11월 9일, 토루 ń의 지역 교육 행정 사무소에서 과학교육부 장관 프제미스와프 차르넥에 대한 항의 시위.
2020년 11월 6일, 자코파네에서 대규모 OSK 시위가 열렸다.
2020년 11월 8일, 타트라 산맥의 그레이트 기원트 봉우리에 있는 15미터 높이의 강철 크리스천 십자가가 OSK 붉은 번개 상징과 "가정 폭력은 전통이 아니다"라는 문구가 적힌 배너로 잠시 가려졌다. 이 배너는 십자
가를 거의 완전히 덮었다. 배너로 덮인 십자가의 이미지는 인터넷에 배포되었다. 가제타 크라코프스카에 따르면, 이미지의 배경은 자코파네 시의회가 지난 10년 동안 가정 폭력에 대한 입법 조치를 도입하지 않은 유일한 지방의회라는 사실이었으며, 이 법안이 가족 전통을 위반할 것이라는 이유로 결정을 정당화했다는 점이다. 2020년 중반, 이 십자가는 이전에 안드레이 두다의 선거 포스터와 성소수자 권리를 상징하는 무지개 깃발을 전시하는 데 사용되었다.
2020년 11월 9일 바르샤바에서 열린 시위에는 새로운 과학교육부 장관인 프제미스와프 차르넥에 대한 구호가 포함되었다. 예를 들어, "우리는 교육을 원한다."와 "차르넥, 지옥에 가라." (틀: 랑크스) 등이 있다. 시위를 막으려는 경찰과 길을 바꾸는 시위대 간의 고양이와 쥐 게임이 저녁 내내 벌어졌다. 시위대는 차르넥에게 사임을 요구하며, 파업 중인 교사들의 요구를 이행하고, 대학 자율성을 요구하며, "정확한" (틀: 랑크스) 성교육을 요구하고, 교과서에서 성차별적이고 반 LGBT적이며 인종차별적인 내용을 삭제하며, 학교에서 종교 교육을 중단할 것을 요구했다. 경찰에 의해 신원이 확인된 여러 참가자들은 현장 벌금 납부를 거부했고, 한 여성은 경찰에 의해 땅에 던져졌다. [1] 한 시위자 가브리엘라는 경찰에 의해 인터뷰를 받던 한 여성을 옹호하는 발언을 했다. 가브리엘라는 경찰관에게 "당신은 경찰처럼 행동하지 않는다!"라고 말하며, 그녀는 그와 함께 폴란드 경찰의 상황을 "열렬히" 논의했다. 그녀는 하룻밤 동안 구금되어 폴란드 형법 제226조에 따라 경찰관을 모욕한 혐의로 기소되었으며, 경찰관이 합법적인 행동을 하지 못하도록 "폭력 또는 위협"을 사용한 혐의로 224조 제2항에 따라 기소되었다.
2020년 11월 18일, 3000명의 경찰관들이 예상되는 시위에 대비해 새로운 시위를 시작하는 세임을 포위했다. OKO.press는 2016년 12월 세임 시위로 인해 야기된 야로스와프 카치 ń스키의 개인적인 "트라우마", 2020년 10월부터 11월까지의 시위를 충분히 통제하지 못한 경찰에 대한 카치 ń스키의 분노, 카치 ń스키가 경찰 에 분노했음에도 불구하고 일자리를 유지할 것을 걱정하는 고위 경찰관 야로스와프 시믹치크와 파베우 도보디에즈에게 경찰이 많은 영향을 미쳤다고 해석했다. [3] 세임 주변의 경찰 저지선으로 인해 구성원들이 건물에 접근하기 어려웠다. 세임 크르지스토프 가우코프스키 의원에 따르면, 경찰은 부의장 브와오지미에즈 차르자스타시에게 무력을 사용했다.
시위는 현지 시간으로 18시에 Sejm 근처에서 시작되었다. 시위대는 Sejm에서 Three Cross Square로 이동하여 바르샤바 중심부의 인근 거리를 따라 이동한 후 Three Cross Square로 다시 모으려고 시도했다. OSK의 마르타 렘파트는 경찰을 "경찰인 척하는 카치 ń스키의 사설 보안 부대"라고 묘사했다. 시위대는 17 Woronicza Street에 있는  Telewizja Polska(TVP) 본부로 계속 이동했다. 슬로건에는 "TV-PiS를 차단합시다", "민스크, 바르샤바, 같은 상황", "폴란드 경찰이 독재자를 보호하고 있다" 등이 포함되었다. 21시까지 다섯 명의 시위대가 Sejm 근처의 Pi ę크나 스트리트에 구금되었다.
21시 40분, 경찰은 TVP 본부 앞에서 시위대를 케틀링했다. 세임의 마르셀리나 자위샤 회원은 우연히 저지선에 갇힌 아이를 둔 어머니가 안전하게 떠날 수 있도록 경찰을 설득하는 데 실패했다. 경찰은 "아니요, 왜냐하면 아니요"라고 말하며 거부했다. 경찰은 경찰의 행동을 담당한 경찰관이 누구인지 밝히기를 거부했다.  마키에크 피아세키는 경찰이 "완전히 도발적이지 않은" 무력 사용을 시작했다고 말했다. 시위대는 경찰이 주전자를 떠날 수 있도록 허용할 것을 촉구했다. 경찰은 시위대에게 후추 스프레이를 뿌렸다. 사복 경찰관들은 시위대를 공격하여 확장 가능한 지휘봉으로 바닥에 누워 있는 여성을 구타했다. 사복 경찰관들은 경찰 팔 밴드를 착용하고 제복을 입은 경찰관들 뒤에 숨었다. 세임의 막달레나 비자트 회원은 세임의 신분증을 보여주며 경찰에게 폭력 사용을 중단해 달라고 요청했다. 이에 경찰관이 그녀에게 후추 스프레이를 뿌렸다. 프란시스첵 스테르체프스키와 모니카 로사, 세임의 회원들이 참석했다. 경찰은 시위대가 주전자에서 나가기 위해 신원 통제를 거쳐야 했다.
2020년 11월 19일, 10월 말 시위 중 구금된 25세 여성 이자의 연대 시위가 11시에 바르샤바 지방법원(폴란드어판) 앞에서 시작되었다. 이자의 편지가 군중에게 읽혔다. 경찰은 시위대 중 20명을 케틀링했다. 경찰은 시위대를 붙잡아 바닥에 던졌고, 그들은 계단을 넘어 경찰 밴에 밀어 넣었다. 아보르시즈니 드림팀의 나탈리아 브로니아치크는 이번 구금을 "무릎으로 바닥에 밀어붙이는 것"을 포함하여 "매우 잔인하다"고 묘사했다. 케틀링 밖의 시위대는 경찰 밴을 막기 위해 거리에 앉아 있었다. 경찰은 앉아 있던 시위대를 잔인하게 제거하고 약 12명을 구금했다. 행사에 참석한 세임 클라우디아 자치라 모니카 팔레즈 회원들은 경찰이 갈등을 고조시켰다고 비난했다. 세 번째 구금은 시위대가 낙태 반대 버스를 막으면서 발생했다. 15시까지 시위대는 새로 구금된 시위대를 위한 연대 시위를 위해 ż 이트니아 거리로 이동했다.
2020년 11월 23일, 바르샤바와 폴란드 전역에서 비아위 두나예츠, 비드고슈츠, 그다 ń스크, 그디니아, 루블린, 노비 드보르 그다 ń스키, 포드할레, 토루 ń, 웨헤로로, 브로츠와프에서 시위가 벌어졌다. 바르샤바에서는 과학교육부 장관 프제미스와프 차르넥에 반대하는 시위가 벌어졌으며, "무료 낙태, 무료 교육"과 "민스크, 바르샤바, 같은 상황" 등의 구호가 포함되었다. 사진 기자이자 전쟁 특파원인 아가타 그르지보우스카는 시위 도중 기자 신분증을 보여주며 구금되었다. 그녀 주변의 기자들은 경찰에게 그녀가 기자라고 크게 알렸다. 경찰은 나중에 그르지보우스카가 경찰관을 폭행했다고 주장했다. 경찰 밴 한 대가 고의로 밴의 경로를 막고 있던 시위대의 손을 넘어 뼈 가 부러졌다. 그르지보우스카는 체포된 지 두 시간 후인 19시에 석방되었다. 11월 24일 02:00까지 400명의 기자와 사진기자들이 언론의 자유를 존중하고 기자들을 괴롭히는 것을 중단할 것을 촉구하는 호소문에 서명했다.

#### 2020년 12월
12월 13일, Sejm의 구성원들을 포함한 시위대는 정오 무렵 로만 드모스키 로터리(폴란드어판)에서 바르샤바로 행진하여 약 14시 20분(CET)에 ż올리보르즈에 있는 카치 ń스키의 집에 도착했다. 시위대는 바르샤바 거리와 공원을 뛰어다니며 이동 경로를 자주 변경하여 대규모 경찰 저지선과 경찰 밴을 우회했다.

#### 2021년 1월

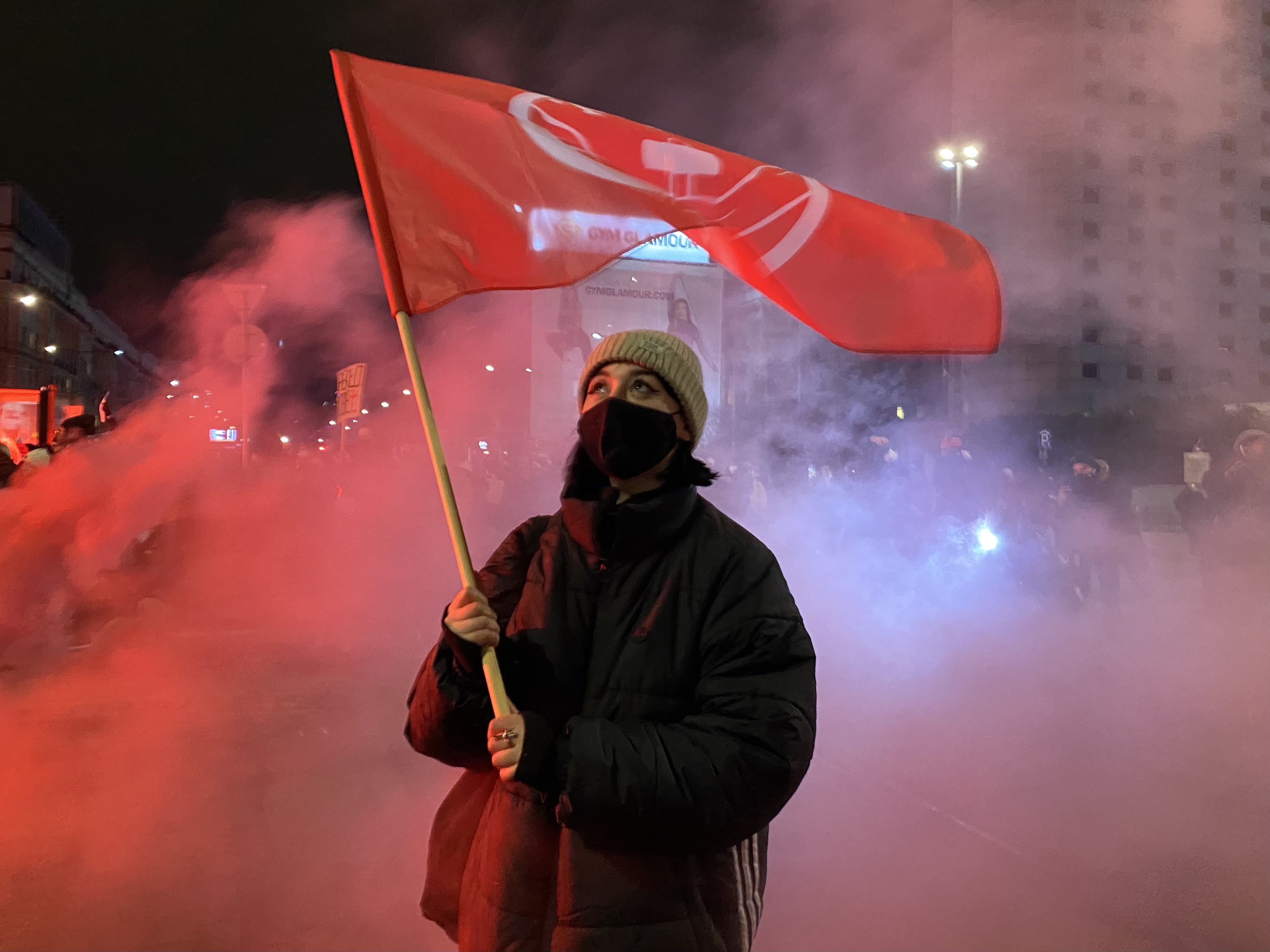
바르샤바의 드모프스키 로터리에서 폴란드 사회당 깃발을 든 시위자, 2021년 1월 27일

거리 시위는 2021년 1월 27일 저녁, 지엔니크 우스타우에서 헌법재판소 판결이 공식적으로 발표된 지 몇 시간 후에 다시 시작되었다. 바르샤바의 시위대는 슈차 애비뉴에 있는 헌법재판소 앞에 모여 PiS 본부로 행진했다. 거리는 경찰에 의해 봉쇄되었다. 시위대는 다시 드모프스키 로터리로 돌아갔고, 그곳에서 시위는 끝났다. 바르샤바 시장 라파우 트르자스코프스키는 재판소 판결 발표를 "폴란드의 의지에 반하는 것"이라고 설명했다.

### 목표
시위의 초기 목표는 헌법재판소 판결에 대한 분노의 표출과 여성 권리 옹호였다. 이는 이후 며칠 동안 더 넓은 범위의 목표로 확장되었다. 10월 27일, 전 폴란드 여성 파업은 배너, 슬로건 및 시위대의 토론에서 시위의 목표를 요약하며 시위의 목표에는 법치주의로의 복귀가 포함된다고 밝혔다. 추가 요구 사항에는 완전한 여성 권리, 합법적 낙태, 성교육, 피임 등이 포함되었으며, 재판소장 줄리아 프르지브스카가 말한 헌법재판소의 판결을 법적 판결 대신 그녀의 개인 증언으로 해석했다. "진정한 (독립적인) 헌법재판소의 복귀"; "PiS가 통제하지 않는 중립적인 (독립적인) 폴란드 대법원으로의 복귀"; "임기의 끝에 도달한 아담 보드나르의 후임으로 진정한 (독립적인) 폴란드 옴부즈맨 임명"; 그리고 법과 정의당의 통치를 전복했다.
2020년 11월 1일, 전 폴란드 여성 파업은 시위자들의 목표를 실행하기 위한 전략을 개발하기 위해 협의회를 설립했다. [3][4] 협의회는 낙태와 완전한 여성 권리, 성소수자 공동체 권리, 학교에서의 종교 제거, 기후 재앙 대처, 동물 권리, 교육 및 보건 서비스를 포함한 20명의 회원과 그들의 요구 사항을 소개했다. 협의회는 자금을 교회와 PiS에서 의료 서비스로 전환할 것을 요구했으며, "정부는 일주일 내에 의료 자금을 10%로 늘릴 것"을 요구했다.

### 대외 연대

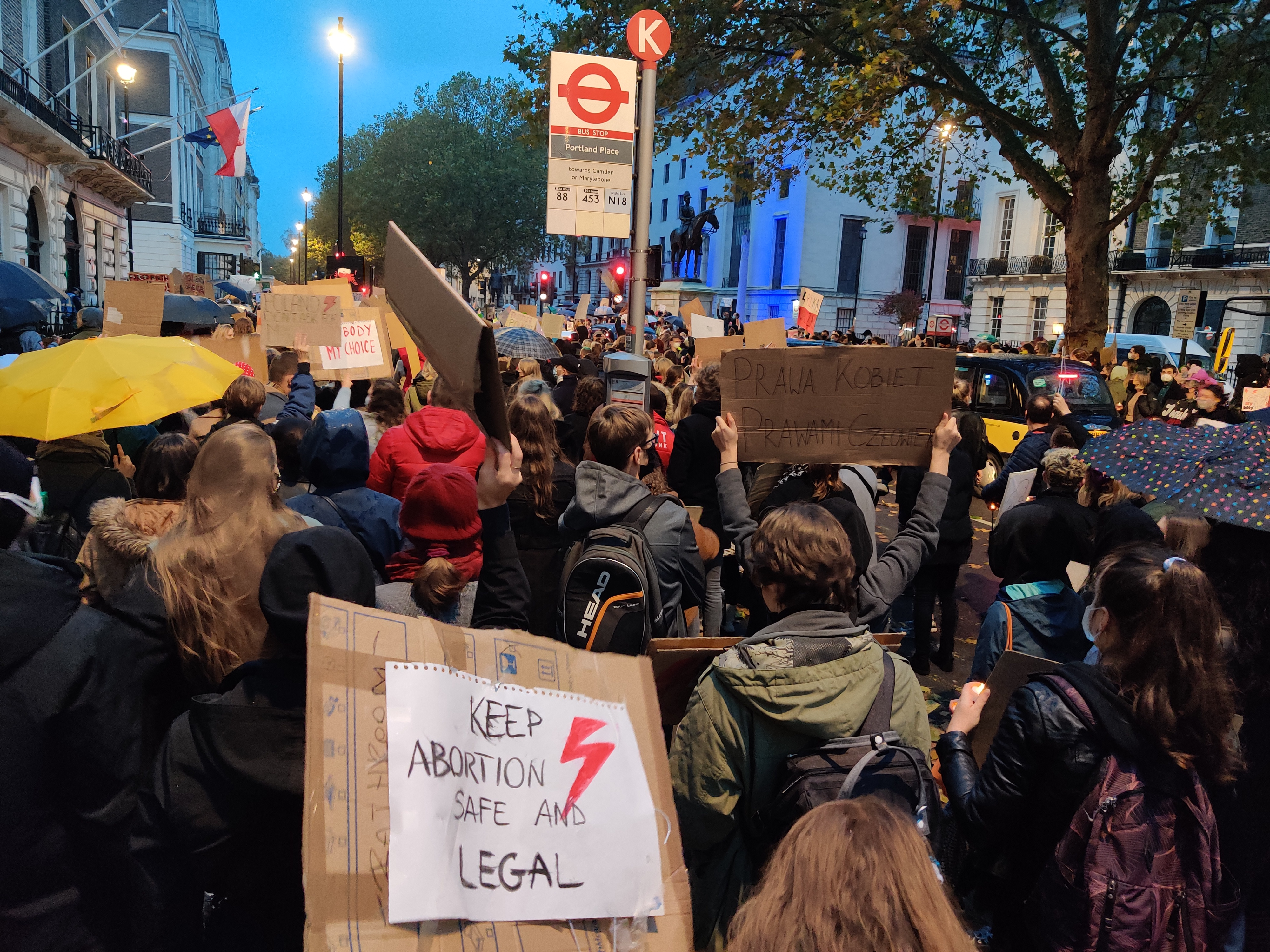
런던 주재 폴란드 대사관 앞에서 시위하기

암스테르담, 아테네, 베오그라드, 베를린, 보훔, 브리스톨, 브뤼셀, 부다페스트, 시카고, 더블린, 에든버러, 글래스고(스코틀랜드에서는 총 14개의 연대 시위가 있었다), 예테보리, 함부르크, 헬싱키, 키이우, 리즈, 라이프치히, 리스본, 런던, 룩셈부르크, 말뫼, 맨체스터, 멕시코시티, 뮌헨, 니코시아, 노팅엄, 파리, 포르투, 프라하, 레이캬비크, 셰필드, 시드니, 스톡홀름, 타르투, 텔아비브, 도쿄, 비엔나, 등에서 판결에 반대하고 시위를 지지하는 시위가 조직되었다.

### 전술

#### 모욕적인 언어
시위대가 사용한 주요 전술 중 하나는 사회적으로 모욕적인 언어를 사용하여 다양한 구호를 사용하는 것이었다. 시위 첫 주의 구호는 의도적으로 저속했으며, 시위대는 정부와 가톨릭 교회의 여성 존중 부족 주장에 대한 대응으로 저속함을 정당화했다.
OKO.press의 홍보 담당자 피오트르 파세비츠는 슬로건을 모아 카테고리로 분류했다. 그의 분류에는 여성의 권리 – "내 몸은 관이 아니다" (틀: 랑크스); 정치 기관 – "정부는 임신이 아니며 제거될 수 있다" (틀: 랑크스); 야로스와프 카치 ń스키 자신 – "자렉, 너 자신을 부술라, 일어나라" (틀: 랑크스), "고양이는 머물 수 있고, 정부는 나가라" (틀: 랑크스, 야로스와프 카치 ń스키의 고양이를 지칭); 가톨릭 교회 – "너 자신의 장기에 몸을 넣어라" (틀: 랑크스); 그리고 PiS 자체 – "Fuck PiS" (틀: 랑크스); 그리고 예의와 저속함의 유머러스한 혼합 – "제발 꺼져줄래?" (틀: 랑크스).

#### 시민 입법 발의
2020년 11월 12일, 12개의 여성 단체와 Sejm 여성 회원들은 타협 없는 합법 낙태 시민 입법 이니셔티브를 작성하기 위해 위원회를 구성했다(틀: Langx). 위원회에 포함된 여성 의원으로는 완다 노비카, 카타지나 코툴라, 카타지나 우에베르한, 모니카 팔레즈, 카타지나 크레트코프스카, 조안나 세니진, 마그달레나 비자트, 마르셀리나 자위샤, 조안나 셰링-바이스 등이 있다. 목표는 초안 법안이 낙태를 합법화하고 비범죄화하는 것이었다. 11월 12일부로 낙태가 허용될 수 있는 임신 중 제한 주간은 논의의 여지가 남아 있다.
낙태 드림 팀의 나탈리아 브로니어치크는 "드디어 건강과 생명에 관한 책임 있는 결정을 내린 여성들을 신뢰할 때가 되었다"며, 어떤 제한적인 낙태 금지법도 여성들이 스스로 결정을 내리는 것을 막을 수 없다고 말했다. OSK의 마르타 렘파트는 낙태 금지법이 낙태를 막았다고 거짓으로 주장하고, 낙태 비용을 알 수 없는 척하며, 낙태를 한 친구의 친구가 없는 척하는 것이 가능하지만, 가톨릭 교회와 우익 정치인들이 거짓말에 책임이 있다고 주장하고, 여성 활동가들이 현실을 지지한다고 말했다.

#### 파업 계획
2020년 11월 11일, OSK의 클레멘티나 수차노우는 정부가 자문위원회의 1주일 기한 내에 보건 예산을 GDP의 10%로 인상하지 못했다고 발표했다. 보건 예산을 10%로 인상하기 위해 12월 초에 의료계와 총파업을 협상 중이었다. 수차노우는 보건 서비스의 상황을 "극적", "근접 아마겟돈", "붕괴"라고 묘사했다.

## 정부 대응
전국 검사 보그단 ś위 ę츠코프스키는 시위 주최자들이 "역학적 위협을 일으켜 많은 사람들의 생명과 건강에 위험을 초래했다"는 혐의에 직면할 수 있다고 말했다. 프제미스와프 차르넥 교육부 장관도 시위를 지원하는 대학의 자금을 삭감하겠다고 위협했다.
텔아비브에 있는 폴란드 연구소의 두 팀원이 시위에 참여하고 "유대인들도 PiS와 싸운다"(틀: 랭크스)라고 적힌 팻말을 든 후, 마렉 마지에로스키 대사는 그들에게 사임하거나 징계를 받을 수 있는 선택권을 주었다.

### 야로스와프 카치 ń스키의 성명서
사실상 지도자로 여겨지는 야로스와프 카치 ń스키(당시 부총리였던 총리 겸 PiS 회장직을 역임한 바 있음)는 10월 27일 "교회, 폴란드, 애국심의 수호"를 촉구하는 성명을 발표했다. 그는 "당국은 이러한 시위에 반대할 모든 권리를 가지고 있다"며 "모든 PiS 회원과 우리 지지자들은 어떤 대가를 치르더라도 [교회를] 방어하라"고 촉구했다(틀: 랑크스). 카치 ń스키는 또한 시위가 COVID-19 제한을 위반했다고 말했다. 카치 ń스키의 연설은 1981년 계엄령을 선포한 보이치 야루젤스키의 연설과 비교되었다. 많은 논평가와 언론인들은 카치 ń스키의 표현을 바탕으로 이 연설을 내전과 사회에 대한 선전포고로 해석하며 "어떤 대가를 치르더라도"라고 표현했다.

### 안제이 두다 대통령의 성명
2020년 10월 폴샛 뉴스와의 인터뷰에서 안제이 두다는 항의하는 여성들을 이해한다고 말하며 "유대인 낙태"에 반대하지만 태아 결함이 치명적인 상황에 대해서는 작업을 해야 하며, 이와 관련하여 선택권이 남아 있어야 한다고 생각한다고 말했다. [10] 그는 또한 교회의 물리적 방어는 반대 시위자가 아닌 경찰의 역할이어야 한다고 말했다.

### 의회 답변
2020년 10월, PiS의 연합 파트너인 협정 당사자는 다운 증후군을 가진 "태아가 태어나지 않은 아이"의 보호와 태아의 "매우 드문 치명적 결함 사례"에 대한 어머니의 결정권에 관한 정확한 법적 조항을 도입할 것을 촉구하는 성명을 발표했다.

### 법안 제안서
2020년 10월 30일, 두다 대통령은 내각에서 준비한 법안을 발표했다. 그는 "이 문제에 대해 폭넓은 정치적 합의를 기대하고 있다"고 말하며 긴장을 완화할 것으로 기대했다. 그는 "이 법안이 제정된 후에도 폴란드 법에는 여전히 세 가지 법적 낙태의 근거가 있을 것"이라고 설명했다: 산모의 생명과 건강에 대한 위협, [2] 강간이나 근친상간, 그리고 [3] 태아의 심각하고 돌이킬 수 없는 손상으로 인해 아이의 사망으로 이어질 수 있다." 세 번째 사례는 법안 초안에 자세히 나와 있다: "산전 검사 또는 기타 의학적 적응증은 적용된 치료 조치와 관계없이 아이가 사망하거나 불치병 또는 결함으로 인해 불가피하게 직접적으로 사망할 가능성이 높다는 것을 나타낸다."

### 출판 지연
2020년 11월 3일, 정부는 논란이 된 판결의 발표와 시행을 연기할 계획이라고 발표했다. 바르샤바 대학교 법학 교수인 마르친 마트작은 이를 "훨씬 최악의 선택"이라고 불렀고, 안나 보이치크는 폴란드 법이 판결을 지체 없이 법률 저널에 게재하도록 요구하고 있기 때문에 "정치적 결정"이라고 불렀다. 폴란드 정부는 헌법재판소에 판결을 정확히 정의하는 데 도움이 되는 사법적 의견을 요청했다.
2021년 1월 26일, 폴란드 정부는 헌법재판소의 사법 의견이 발표된 후 판결문과 의견서를 그날 지엔니크 우스타우에 게재하고 다음 날 새로운 금지 조치를 시행할 것이라고 설명하는 공문을 발표했다.

### 헌병대

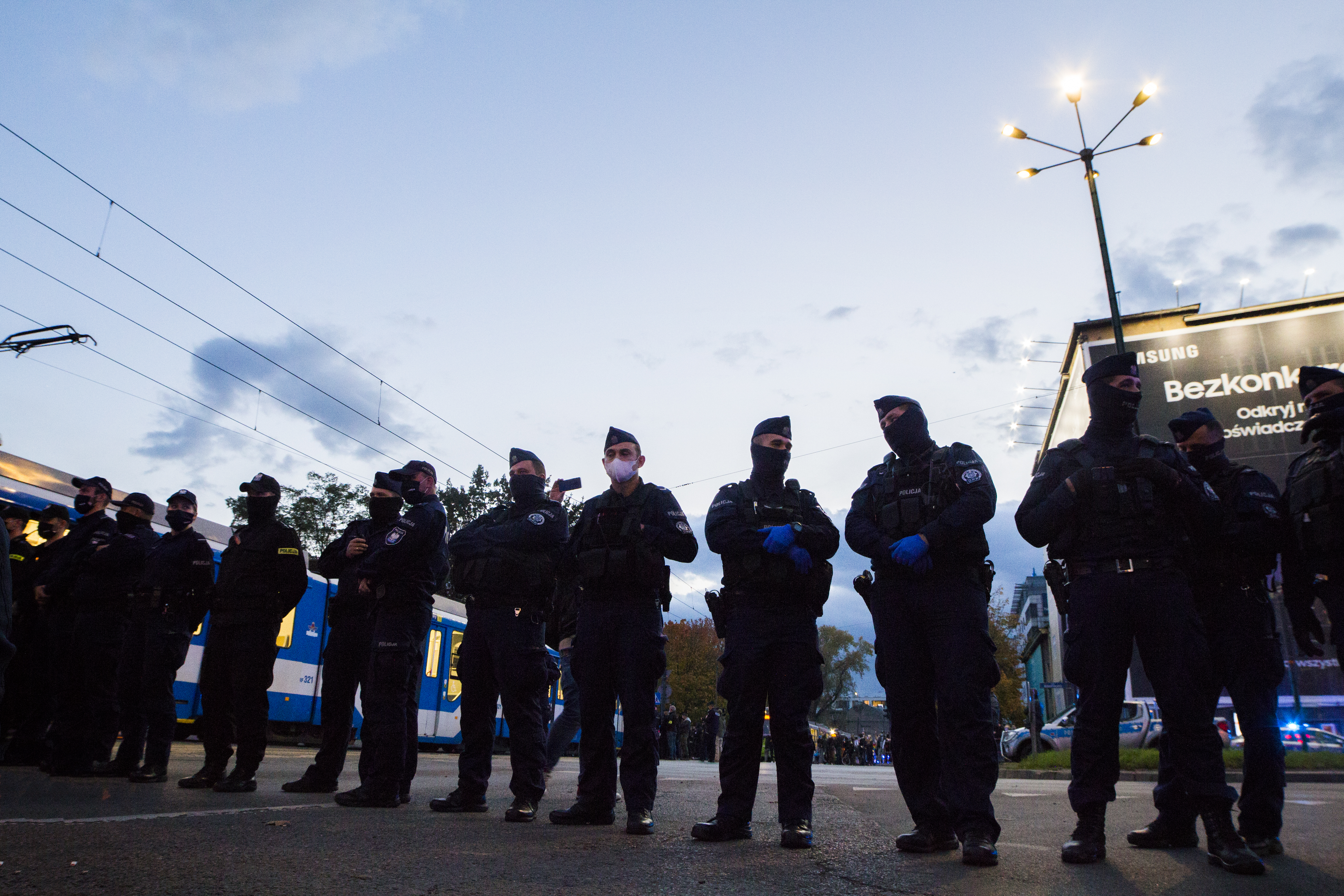
크라쿠프에서 도로 봉쇄를 확보한 경찰력, 10월 26일

2020년 10월 23일, 마테우시 모라비에츠키 총리는 2020년 10월 28일부터 군 헌병대에 민간 경찰의 "안전 및 공공 질서 보호"를 지원하라는 명령을 내렸다(그 날 전국적인 여성 파업이 예정되어 있었다). 이 명령의 정당성은 폴란드의 COVID-19 팬데믹이었다. TVN24는 이 명령이 시위와 관련이 있다고 언급했다. 폴란드 국방부는 트위터를 통해 헌병대의 치안 역할이 낙태 권리 시위와는 무관하며 "표준적"이라고 밝혔다.On 23 October 2020, the prime minister
2020년 10월 30일, 헌병대는 바르샤바의 정부 건물과 교회 앞에 배치되었으며, 여기에는 세 개의 십자가 광장, 바르샤바 주교의 궁전, 그리고 성십자 교회가 포함되었다.

## 가톨릭 교회와의 관계

### 욕설과 낙서

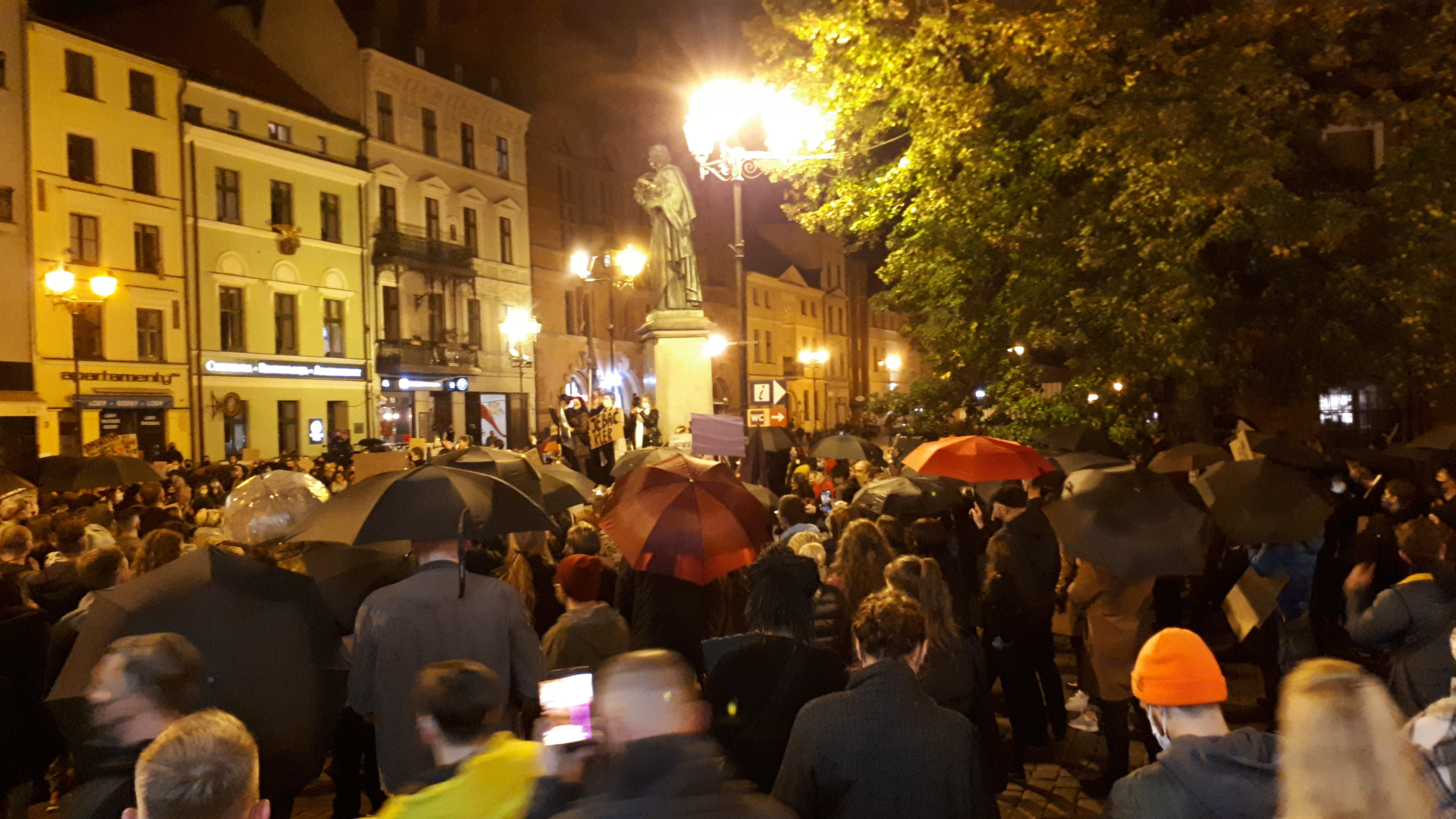
2020년 10월 24일, 토루 ń에서 "성직자들을 죽여라"(틀: 랭크스)라는 현수막과 함께 시위가 벌어졌다.

시위에는 "Fuck"(틀:Langx)과 "Fuck off"(틀:Langx)라는 욕설이 널리 사용된 구호, 가톨릭 교회에 반대하기, 교회에서 배너를 들고, 전국의 교회와 성당 벽에 낙서를 그리기, 뉴욕타임즈 (NYT)가 교회의 "반달리[노래]"라고 묘사한 것, 그리고 미사를 방해하기 등이 포함되었다. NYT는 시위가 "[가톨릭] 교회에 도전하는 것에 대한 오랜 금기를 깨는 것"이라고 설명했다.  교회 자체는 "교회에 대한 존중"을 촉구했다.

### 배교
10월 시위 동안, 교구 사제를 직접 방문해야 하는 배교 절차(폴란드 가톨릭 교회에서 등록 취소)에 대한 문의가 증가했다. 웹 검색 엔진 문의는 "배교"(틀: 랑크스)와 "배교하는 방법"(틀: 랑크스)의 빈도가 높았다. 페이스북 이벤트 "[크리스마스]에 교회를 그만두세요"는 제목으로 약 5,000명이 참석했다. 내셔널 지오그래픽은 배교 절차에 대한 가이드를 발표하고 폴란드에서 배교에 대한 관심이 급격히 증가하고 있다고 언급했다. 폴란드 성공회 회의(에피스코페이트) 대변인 파베우 라이텔-안드리아니크는 2016년 주교령을 교회 회원 자격으로 복귀할 수 있는 "배교에 관한 법령"이라고 설명했다. 폴란드 합리주의자 협회(폴란드어판)의 야첵 타비스는 2016년 법령이 이전 절차에서 두 명의 증인이 필요했기 때문에 절차가 완화되었다고 설명했다. 폴란드 합리주의자 협회는 종종 증인을 찾는 데 도움을 요청받았다.

## 억압과 결과

### 국가 기관
국제앰네스티는 10월 29일 시위 기간 동안 시위대가 "경찰관들의 과도한 무력 사용에 직면했으며, 변호사의 접근 없이 임의로 구금되었다"고 발표했다.
당국은 시위대와 주최 측 모두에게 몇 가지 결과를 발표했다:
- 교육과학부 장관 프제미스와프 차르넥은 학생들이 시위에 참여할 수 있도록 '교직 시간'(휴학일)이 발표된 15개 대학에서 자금을 회수한다고 발표했다.[97]
- 보그단 ś비 ę츠코프스키 검찰총장의 '오른손'인 즈비그니에프 지오브로는 낙태 시위 참가자와 주최자에 대한 기소 지침을 담은 지역 검찰청 지침을 마련했다. 시위 참가자는 최대 8년의 징역형을 받을 수 있다..[98][99][100]
- 국가방송위원회(KRLiT)는 사설 채널인 TVN24에 재판부 판사의 "괴롭힘" 혐의로 인해 "트라이부나우 콘스티투치니 줄리 프르지ł브스키에즈"(줄리아 프르지ł브스카 헌법재판소)라는 문구 사용을 중단할 것을 촉구했다.[101] 헌법재판소 판결은 재판소 소장인 줄리아 프르지ł브스카에 의해 내려졌다. 그녀는 야로스와프 카치 ń스키의 절친한 친구이다.[102]
- 폴란드 옴부즈맨 대행인 아담 보드나르와 TOK FM은 시위를 지지하는 학생들에 대한 검열 시도와 침묵, 그리고 루블린의 요한 바오로 2세 가톨릭 대학교에서 발생할 수 있는 징계 절차[103][32]가 있었다고 밝혔다.

### 비국가 선동가들
10월 30일 바르샤바 시위에서 자신을 흰색 완장으로 식별한 선동가들이 시위대를 공격했다. 전 장관이자 국회의원인 바르투미에즈 시엔키에비츠는 일부 시위대를 방어하려 했지만, 한 전투원이 약 1.5미터 거리에서 얼굴에 후추를 뿌렸다. 시엔키에비츠는 네오 나지스(틀: 랑크스)라고 묘사한 전투원들이 지휘봉과 칼로 무장하고 있다고 설명했다. 공격이 발생한 론도 드 골레아(약 주변)에는 경찰이 없었다. 시엔키에비츠는 전투원들의 격려를 야로스와프 카치 ń스키 덕분이라고 설명했다. 이후 경찰은 시위대를 공격한 일부 전투원들을 구금하고 전투원들의 무기 사진을 공개했다.

## Public opinion
Attitude towards the ruling of the Constitutional Tribunal (28 October 2020, Kantar Public)
Before the ruling:
- 2019년 2월 폴란드에서 실시된 입소스 여론조사에 따르면, 폴란드인의 53%(여성 57%, 남성 49%)가 임신 12주차까지 요구에 따라 낙태할 권리를 지지하고 있으며, 35%는 반대하고 있으며(여성 35%, 남성 35%), 7%(여성 9%, 남성 16%)는 의견이 없는 것으로 나타났다.
- 2019년 4월 폴란드에서 실시된 칸타르 여론조사에 따르면 폴란드인의 58%가 임신 12주차까지 주문형 낙태 권리를 지지했으며, 35%는 반대했으며 7%는 의견이 없는 것으로 나타났다.[105]

판결 후:
- 2020년 10월 28일의 여론조사에 따르면 폴란드인의 22%가 주문형 낙태를 지지했고, 62%는 특정 경우에만 낙태를 지지했으며, 11%는 낙태가 완전히 불법이어야 한다고 생각했다.[106]
- 2020년 10월 28일, 응답자들에게 헌법재판소 판결에 대한 지지 또는 반대 의견을 묻는 네 개의 여론조사가 발표되었다:

- 칸타르 여론조사: 응답자의 73%는 판결을 지지하지 않았고, 13%는 판결을 지지했으며, 14%는 의견이 없었다. 같은 여론조사에서 유권자의 54%는 시위를 지지했고, 43%는 반대했으며, 4%는 의견이 없었다.
- IBRiS 여론조사: 66%는 이 판결을 지지하지 않았고, 25%는 지지했으며, 9%는 의견이 없었다. 같은 여론조사에서 사람들은 가능한 국민투표에 대해 질문을 받았으며, 69%는 낙태 허용의 허용 가능성과 조건에 대해 폴란드에서 국민투표를 실시해야 한다고 믿었고, 24%는 반대했으며, 7%는 의견이 없었다.
- SW 리서치 설문조사: 응답자의 71%는 판결을 지지하지 않았고, 13%는 판결을 지지했으며, 16%는 의견이 없었다.
- 여론조사: 응답자의 64%가 시위를 지지하고, 33%가 반대하며, 3%는 의견이 없다.

## 참고 항목
- 폴란드 사법 개혁에 반대하는 시위
- 선택의 여지가 없는 미디어

1. ↑  “Protesty w kościołach. Episkopat zabrał głos” (폴란드어). polsatnews.pl. 2020년 10월 28일.
2. ↑  “Rzecznik Episkopatu: Udział wierzących w protestach ws. aborcji to grzech” (폴란드어). rmf24.pl. 2020년 10월 31일. 2021년 2월 10일에 원본 문서에서 보존된 문서. 2020년 11월 1일에 확인함.
3. ↑  “Strajk Kobiet. ONR tworzy bojówki. Brygady Narodowe mają bronić kościołów” (폴란드어). wp.pl. 2020년 10월 28일.
4. ↑  “Protest kobiet w Białymstoku zaatakowany. MW: chcieli wojny, to ją mają” (폴란드어). Radio Zet. 2020년 10월 28일.
5. ↑  “Białystok. Atak na uczestników Strajku Kobiet. Młodzież Wszechpolska nie kryje radości” (폴란드어). O2.pl. 2020년 10월 29일.
6. ↑  “Młodzież Wszechpolska o protestach w obronie praw kobiet: "Działania nieodpowiedzialne"” (폴란드어). Kurier Lubelski. 2020년 10월 28일. 2021년 2월 10일에 원본 문서에서 보존된 문서. 2020년 10월 30일에 확인함.
7. ↑  “Barbarzyństwo w spódnicy” (폴란드어). Camp of Great Poland. 2021년 2월 10일에 원본 문서에서 보존된 문서. 2020년 10월 30일에 확인함.
8. ↑  “Szef "Straży Narodowej" chce ochrony policji” (폴란드어). onet.pl. 2020년 10월 30일. 2021년 2월 10일에 원본 문서에서 보존된 문서. 2020년 11월 2일에 확인함.
9. ↑  “Szef Falangi: 10 tys. narodowców w Warszawie. Nawet połowa z nich przeszkolona z taktyki walki” (폴란드어). Onet.pl. 2020년 10월 30일.
10. ↑  “Narodowcy szykują się na weekend. "Mobilizujemy ludzi. Niewykluczone, że dojdzie do walk na większą skalę"” (폴란드어). Wprost. 2020년 10월 30일.
11. 1 2  Szymon Spandowski (2020년 10월 30일). “Tadeusz Rydzyk i Strajk Kobiet. Dyrektor Radia Maryja posądza protestujących o satanizm. Chce to Bogu wynagrodzić. Jak?” (폴란드어). Polska Times. 2021년 2월 10일에 원본 문서에서 보존된 문서. 2020년 10월 30일에 확인함.
12. ↑  “Strajk Kobiet. Nie idą do pracy, Lewica dziękuje pracodawcom”. interia.pl. 2020년 10월 28일. 2021년 2월 10일에 원본 문서에서 보존된 문서. 2020년 10월 30일에 확인함.
13. ↑  “#WyrokNaKobiety – NIE dla zaostrzenia prawa aborcyjnego!” (폴란드어). Razem. 2020년 10월 2일.
14. ↑  “PIS - ZGOTOWAŁ KOLEJNE # PIEKŁO I WSIEKŁOŚĆ KOBIET # - NIEWYOBRAŻALNE, ALE PRAWDZIWE”. 《sld.org.pl》 (폴란드어). Sojusz Lewicy Demokratycznej. 2020년 10월 25일. 2021년 2월 10일에 원본 문서에서 보존된 문서. 2020년 11월 12일에 확인함.
15. ↑  “Biedroń chce potępienia orzeczenia TK przez Parlament Europejski. Pisze o "haniebnym wyroku"”. 《wprost.pl》 (폴란드어). wprost. 2020년 10월 23일. 2020년 11월 12일에 확인함.
16. ↑  “PPS wobec wyroku TK” (폴란드어). PPS. 2020년 10월 25일. 2021년 2월 10일에 원본 문서에서 보존된 문서. 2021년 2월 7일에 확인함.
17. ↑  “Stanowisko KPP wobec orzeczenia TK zakazującego aborcji” (폴란드어). KPP. 2020년 10월 25일.
18. ↑  “Koalicja Obywatelska tworzy Sieć Obrony Protestujących” (폴란드어). onet.pl. 2020년 10월 30일. 2021년 2월 10일에 원본 문서에서 보존된 문서. 2020년 10월 30일에 확인함.
19. ↑  “Stanowisko Partii Zieloni ws. prób zaostrzenia prawa aborcyjnego w Polsce” (폴란드어). The Greens. 2020년 10월 22일. 2021년 2월 10일에 원본 문서에서 보존된 문서. 2020년 10월 30일에 확인함.
20. 1 2 3 4 5  “Kolejny dzień protestów w sprawie aborcji. Prezydencki projekt, wielka demonstracja w Warszawie i ataki na uczestników” (폴란드어). onet.pl. 2020년 10월 30일. 2021년 2월 10일에 원본 문서에서 보존된 문서. 2020년 11월 1일에 확인함.
21. ↑  “Duńska partia chce zaoferować bezpłatne zabiegi aborcji dla Polek” (폴란드어). onet.pl. 2020년 10월 30일. 2021년 2월 10일에 원본 문서에서 보존된 문서. 2020년 11월 1일에 확인함.
22. ↑  “Władza zamiast chronić wypowiada obywatelom wojnę” (폴란드어). Ruch Autonomii Śląska. 2020년 10월 28일. 2021년 2월 10일에 원본 문서에서 보존된 문서. 2020년 10월 31일에 확인함.
23. ↑  Pracownicza, Inicjatywa (2020년 10월 26일). “Inicjatywa Pracownicza przeciwko zakazowi aborcji” (폴란드어). 2021년 2월 10일에 원본 문서에서 보존된 문서. 2020년 11월 13일에 확인함.
24. ↑  “Oświadczenie WZZ "Sierpień 80" w sprawie strajku kobiet”. 《wzz.org.pl》. 2021년 2월 10일에 원본 문서에서 보존된 문서. 2020년 10월 30일에 확인함.
25. 1 2 3 4 5  “Solidarni w obronie naszych praw i wolności”. Gazeta Wyborcza. 2021년 2월 10일에 원본 문서에서 보존된 문서. 2020년 10월 31일에 확인함.
26. ↑  “Greenpeace wspiera Strajk Kobiet. Aktywistki i aktywiści wywiesili piętnastometrowy transparent w centrum Warszawy”. 《Greenpeace Polska》. 2021년 2월 10일에 원본 문서에서 보존된 문서. 2020년 10월 31일에 확인함.
27. 1 2  “W tym miejscu miał być tekst informacyjny, ale strajkujemy!”. 《wiadomosci.gazeta.pl》. 2020년 10월 28일. 2021년 2월 10일에 원본 문서에서 보존된 문서. 2020년 10월 28일에 확인함.
28. 1 2  “Akcja: WESPRZYJ #WYPIERDALAĆ. Prenumerata "Wyborczej" dla Strajku Kobiet”. 《wyborcza.pl》. 2020년 10월 28일.
29. 1 2  “Portal naTemat.pl zmienia wszystkie zdjęcia na stronie ze względu na protesty kobiet ws. aborcji”. 《youtube.com》. 2020년 10월 27일. 2021년 2월 10일에 원본 문서에서 보존된 문서. 2020년 10월 28일에 확인함.
30. 1 2  “JESTEŚMY Z PROTESTUJĄCYMI”. 《newsweek.pl》. 2020년 10월 28일. 2021년 2월 10일에 원본 문서에서 보존된 문서. 2020년 10월 28일에 확인함.
31. ↑  “Strajk kobiet się nie zatrzymuje.Gdzie odbywają się protesty”. 《wyborcza.pl》. 2020년 10월 28일.
32. 1 2  “Strajk kobiet. Studentki KUL alarmują, że zamyka się im usta: Przerażające, co się dzieje”. 《tokfm.pl》. 2020년 10월 28일. 2021년 2월 10일에 원본 문서에서 보존된 문서. 2020년 10월 30일에 확인함.
33. 1 2  “mBank wspiera kobiety. W Ikei zabroniono pracownikom noszenia symboli Strajku Kobiet. Jak zachowały się inne firmy?”. 《wyborcza.pl》. 2020년 10월 28일. 2021년 2월 10일에 원본 문서에서 보존된 문서. 2020년 10월 28일에 확인함.
34. 1 2 3 4 5 6 7 8 9 10 11 12 13 14  “Polish businesses declare support for abortion protests, prompting boycotts from some customers” (폴란드어). Notes from Poland. 2020년 10월 30일.
35. ↑  “Trybunał Konstytucyjny: Planowanie rodziny, ochrona płodu ludzkiego i warunki dopuszczalności przerywania ciąży”. 2020년 10월 22일. 2021년 2월 10일에 원본 문서에서 보존된 문서. 2020년 10월 27일에 확인함.
36. ↑  “Dz.U. 1993 nr 17 poz. 78, Ustawa z dnia 7 stycznia 1993 r. o planowaniu rodziny, ochronie płodu ludzkiego i warunkach dopuszczalności przerywania ciąży”. 《Sejm of the Polish Republic》 (폴란드어).
37. ↑  Kromer, Oktawia (2021년 7월 9일). “Lempart, Suchanow i Czerederecka z aktem oskarżenia za protesty Strajku Kobiet” [Lempart, Suchanow and Czederecka charged for Women's Strike protests]. Gazeta Wyborcza. 2024년 4월 27일에 원본 문서에서 보존된 문서. 2022년 7월 5일에 확인함.
38. ↑  “Poland abortion: Top court bans almost all terminations”. 《bbc.com》. 2020년 10월 23일. 2020년 10월 27일에 원본 문서에서 보존된 문서. 2020년 10월 27일에 확인함.
39. ↑  Tilles, Daniel (2020년 10월 29일). “Polish prosecutors seek charges against organisers of abortion protests for endangering public”. 《Notes From Poland》 (미국 영어). 2020년 11월 7일에 원본 문서에서 보존된 문서. 2020년 10월 30일에 확인함.
40. ↑  Magdziarz, Anatol; Santora, Marc (2020년 10월 30일). “Women Converge on Warsaw, Heightening Poland's Largest Protests in Decades”. 《The New York Times》 (미국 영어). ISSN 0362-4331. 2020년 11월 7일에 원본 문서에서 보존된 문서. 2020년 10월 30일에 확인함.
41. ↑  “Dz.U. 1993 nr 17 poz. 78, Ustawa z dnia 7 stycznia 1993 r. o planowaniu rodziny, ochronie płodu ludzkiego i warunkach dopuszczalności przerywania ciąży”. 《Sejm of the Polish Republic》 (폴란드어).
42. ↑  “K 26/96 – Orzeczenie Trybunału Konstytucyjnego”. 《OpenLEX》 (폴란드어). Kluwer Wolters. 2021년 2월 10일에 원본 문서에서 보존된 문서. 2020년 10월 31일에 확인함.
43. 1 2 3 4  Regalski, Patryk (2020). “Eugenic Abortion Before the Polish Constitutional Court”. 《European Center for Law and Justice》. 2020년 10월 31일에 원본 문서에서 보존된 문서. 2020년 10월 31일에 확인함.
44. ↑  “Referral to the Constitutional Tribunal” (PDF). 《Constitutional Tribunal of Poland》. 2019년 11월 19일. 2021년 2월 10일에 원본 문서 (PDF)에서 보존된 문서. 2020년 10월 31일에 확인함.
45. ↑  “Rule of Law: European Commission acts to defend judicial independence in Poland”. European Commission. 2017년 12월 20일. 2017년 12월 20일에 원본 문서에서 보존된 문서. 2018년 2월 11일에 확인함.
46. 1 2  “Trybunał Konstytucyjny: Planowanie rodziny, ochrona płodu ludzkiego i warunki dopuszczalności przerywania ciąży”. 2020년 10월 22일. 2021년 2월 10일에 원본 문서에서 보존된 문서. 2020년 10월 27일에 확인함.
47. 1 2 3 4  “Poland: The Constitutional Court Repeals Eugenic Abortion”. 《ECLJ》. 2020년 10월 23일.
48. ↑  “Ruling on the case K 1/20”. 《Polish Constitutional Tribunal》.
49. ↑  Regalski, Patryk (2020). “Eugenic Abortion Before the Polish Constitutional Court”. 《European Center for Law and Justice》. 2020년 10월 31일에 원본 문서에서 보존된 문서. 2020년 10월 31일에 확인함.
50. ↑  Kromer, Oktawia (2021년 7월 9일). “Lempart, Suchanow i Czerederecka z aktem oskarżenia za protesty Strajku Kobiet” [Lempart, Suchanow and Czederecka charged for Women's Strike protests]. Gazeta Wyborcza. 2024년 4월 27일에 원본 문서에서 보존된 문서. 2022년 7월 5일에 확인함.
51. ↑  “Protesty w kościołach”. 2020년 10월 25일  – www.onet.pl 경유.
52. ↑  Wróblewski, Michał (2020년 10월 25일). “Aborcja. Strajk kobiet w całej Polsce. Kościoły pomazane sprayem, protestujący zakłócają msze”. 《wiadomosci.wp.pl》 (폴란드어). 2020년 10월 28일에 확인함.
53. ↑  “Poland abortion ruling: Police use pepper spray against protesters”. 《BBC News》. 2020년 10월 23일. 2021년 2월 10일에 원본 문서에서 보존된 문서. 2020년 10월 27일에 확인함.
54. ↑  “Poland abortion ruling: Protesters block roads across country”. 《BBC News》. 2020년 10월 26일. 2021년 2월 10일에 원본 문서에서 보존된 문서. 2020년 10월 27일에 확인함.
55. ↑  “Dymisja rządu i Julii Przyłębskiej. Czego jeszcze żąda Ogólnopolski Strajk Kobiet”. 《wyborcza.pl》. 2020년 10월 27일. 2021년 2월 10일에 원본 문서에서 보존된 문서. 2020년 10월 27일에 확인함.
56. ↑  “Polish Far-Right Forming 'National Guard' to Protect Churches Following Abortion Protests”. 《www.vice.com》 (영어). 2020년 10월 29일에 확인함.
57. ↑  “Proboszcz Św. Krzyża o bojówce narodowców: bronią kościoła przed dziczą; policja chciała ich pomocy”. 《oko.press》. 2021년 2월 10일에 원본 문서에서 보존된 문서. 2020년 10월 29일에 확인함.
58. ↑  Santora, Marc; Pronczuk, Monika; Magdziarz, Anatol (2020년 10월 28일). “Polish Women Lead Strike Over Abortion Ruling Amid Threats of Crackdown”. 《The New York Times》. 2021년 2월 10일에 원본 문서에서 보존된 문서. 2020년 10월 29일에 확인함.
59. ↑  “Komendant Główny Policji o protestach: zatrzymano blisko 80 osób; prowadzonych jest ponad 100 postępowań ws. dewastacji”. 《www.gazetaprawna.pl》. 2020년 10월 29일. 2021년 2월 10일에 원본 문서에서 보존된 문서. 2020년 10월 29일에 확인함.
60. ↑  “W całej Polsce protesty przeciwko zaostrzeniu aborcji. Trwa "Marsz na Warszawę", doszło do starć [RELACJA NA ŻYWO]”. 《Onet Wiadomości》 (폴란드어). 2020년 10월 30일. 2021년 2월 10일에 원본 문서에서 보존된 문서. 2020년 10월 30일에 확인함.
61. ↑  “Zwolennicy aborcji kierują się na Żoliborz”. 《www.tvp.info》 (폴란드어). 2020년 10월 30일. 2021년 2월 10일에 원본 문서에서 보존된 문서. 2020년 10월 30일에 확인함.
62. ↑  “Zanieśli znicze i chryzantemy przed siedzibę Prawa i Sprawiedliwości. "Strajk Kobiet" w dniu Wszystkich Świętych. Zobacz zdjęcia”. 《Kurier Lubelski》 (폴란드어). 2020년 11월 1일. 2020년 11월 3일에 확인함.
63. ↑  Andruszkiewicz, Ewa (2020년 11월 1일). “Strajk Kobiet 1.11.2020. Chryzantemy i znicze przed pomorskim biurem posłów PiS na Targu Drzewnym w Gdańsku”. 《Dziennik Bałtycki》 (폴란드어). 2020년 11월 3일에 확인함.
64. ↑  “Chryzantemy i znicze pod siedzibą PiS w Szczecinie. To wyraz protestu przeciwko zamknięciu cmentarzy [ZDJĘCIA, WIDEO]”. 《szczecin.se.pl》. 2020년 11월 3일에 확인함.
65. ↑  “Protest kobiet w Lublinie 1 listopada. Bez okrzyków, ale z tekturową trumną dla PiS”. 《Dziennik Wschodni》 (폴란드어). 2021년 2월 10일에 원본 문서에서 보존된 문서. 2020년 11월 3일에 확인함.
66. ↑  “3 listopada – kolejny dzień Strajku Kobiet”. 《www.wroclaw.pl》 (폴란드어). 2020년 11월 3일에 확인함.
67. 1 2  “Kolejny dzień strajku kobiet w Polsce. Blokady, marsze, wizyta przed TVP”. 《Onet Wiadomości》 (폴란드어). 2020년 11월 2일. 2021년 2월 10일에 원본 문서에서 보존된 문서. 2020년 11월 3일에 확인함.
68. ↑  “Warszawa, Kraków, Gdańsk i wiele innych miast. Protesty nie ustają”. 《wydarzenia.interia.pl》 (폴란드어). 2021년 2월 10일에 원본 문서에서 보존된 문서. 2020년 11월 6일에 확인함.
69. ↑  “Para rozebrała się przed Pałacem Prezydenckim. Interweniowała policja”. 《polsatnews.pl》 (폴란드어). Polsat News. 2020년 11월 7일에 원본 문서에서 보존된 문서. 2020년 11월 6일에 확인함.
70. ↑  Kwai, Isabella; Pronczuk, Monika; Anatol, Magdziarz (2021년 1월 27일). “Near-Total Abortion Ban Takes Effect in Poland, and Thousands Protest”. 《The New York Times》. 2021년 1월 27일에 원본 문서에서 보존된 문서. 2021년 1월 28일에 확인함.
71. ↑  Szczęśniak, Agata (2020년 10월 28일). “Suchanow: 'Ludzie chcą obalić rząd'” [Suchanow: 'People want to remove the government']. 《OKO.press》 (폴란드어). 2020년 10월 28일에 원본 문서에서 보존된 문서. 2020년 10월 29일에 확인함.
72. 1 2  Siedlecka, Ewa (2020년 10월 28일). “Siedlecka: To jest wojna, która zmienia się w rewolucję” [Siedlecka: It's war that is changing into revolution]. 《OKO.press》 (폴란드어). 2020년 10월 28일에 원본 문서에서 보존된 문서. 2020년 10월 29일에 확인함.
73. ↑  Karwowska, Anita; Paś, Waldemar (2020년 10월 27일). “Dymisja rządu i Julii Przyłębskiej. Czego jeszcze żąda Ogólnopolski Strajk Kobiet? Co się wydarzy w środę 28 października?” [Government and Julia Przyłębska to resign. What else does All-Poland Women's Strike want? What will happen on Wednesday 28 October?]. 《Gazeta Wyborcza》 (폴란드어). 2020년 11월 1일에 원본 문서에서 보존된 문서. 2020년 11월 1일에 확인함.
74. ↑  “Rada konsultacyjna Strajku Kobiet przedstawiła swój skład i pierwsze postulaty” [The Women's]. 《Onet.pl》 (폴란드어). 2020년 11월 1일. 2020년 11월 1일에 원본 문서에서 보존된 문서. 2020년 11월 1일에 확인함.
75. ↑  “Rada konsultacyjna Strajku Kobiet przedstawiła swój skład i pierwsze postulaty”. 《onet.pl》. 2020년 11월 1일. 2020년 11월 7일에 원본 문서에서 보존된 문서. 2020년 11월 1일에 확인함.
76. ↑  Czarnacka, Agata (2020년 11월 1일). “13 postulatów Strajku Kobiet. O co walczą?” [Women's Strike's thirteen demands. What are they fighting for?]. 《Polityka》 (폴란드어). 2020년 11월 2일에 원본 문서에서 보존된 문서. 2020년 11월 3일에 확인함.
77. ↑  “Poland abortion ruling: Police use pepper spray against protesters”. 《BBC News》. 2020년 10월 23일. 2021년 2월 10일에 원본 문서에서 보존된 문서. 2020년 10월 27일에 확인함.
78. ↑  Sonia Tulczyńska-Starnawska (2020년 10월 27일). “STRAJK KOBIET 2020. Lista miast w Polsce, w których będą protesty [MAPA]” (폴란드어). czestochowa.naszemiasto.pl. 2021년 2월 10일에 원본 문서에서 보존된 문서. 2020년 10월 27일에 확인함.
79. ↑  “Protest w Tokyo” (폴란드어). tvn24.pl. 2020년 10월 30일. 2020년 10월 30일에 확인함.
80. ↑  Tilles, Daniel (2020년 10월 29일). “Polish prosecutors seek charges against organisers of abortion protests for endangering public”. 《Notes From Poland》 (미국 영어). 2020년 11월 7일에 원본 문서에서 보존된 문서. 2020년 10월 30일에 확인함.
81. ↑  “Przemysław Czarnek ostrzega uczelnie. Mogą stracić pieniądze, jeśli dały studentom wolne na protest”. 《Business Insider》 (폴란드어). 2020년 10월 29일. 2021년 2월 10일에 원본 문서에서 보존된 문서. 2020년 10월 30일에 확인함.
82. ↑  “Pracownicy placówki w Izraelu demonstrowali z wulgarnym transparentem”. 《www.tvp.info》 (폴란드어). 2020년 10월 29일. 2021년 2월 10일에 원본 문서에서 보존된 문서. 2020년 10월 30일에 확인함.
83. ↑  “PiS leader Kaczyński calls on Poles to defend churches "at all costs"”. 《tvn24.pl》. 2020년 10월 27일.
84. 1 2 3  “Poland's leader wants churches defended, condemns protests”.
85. ↑  “"Kaczyński wypowiedział wojnę społeczeństwu". Opozycja krytykuje apel prezesa PiS”. 《rmf24.pl》. 2020년 10월 27일. 2021년 2월 10일에 원본 문서에서 보존된 문서. 2020년 10월 28일에 확인함.
86. ↑  “Kaczyński słabnie, dlatego chce wojny domowej”. 《newsweek.pl》. 2020년 10월 28일.
87. ↑  “Protesty w Polsce. Komentarze po oświadczeniu Kaczyńskiego”. 《polsatnews.com》. 2020년 10월 27일.
88. ↑  “Andrzej Duda przerywa milczenie. Zabrał głos w sprawie wyroku TK”. 《wydarzenia.interia.pl》 (폴란드어). 2020년 10월 29일에 확인함.
89. ↑  “"Wzywam do spokoju". Prezydent Andrzej Duda o wystąpieniu Jarosława Kaczyńskiego – Polsat News”. 《polsatnews.pl》 (폴란드어). 2020년 10월 29일에 확인함.
90. ↑  “Porozumienie Gowina apeluje o powściągliwość”. 《www.rp.pl》 (폴란드어). 2021년 2월 10일에 원본 문서에서 보존된 문서. 2020년 10월 29일에 확인함.
91. 1 2  “Andrzej Duda przygotował ustawę ws. aborcji”. 《Wiadomości》 (폴란드어). 2020년 11월 2일.
92. ↑  “Poland delays implementing abortion ruling amid protests”. 《AP NEWS》. 2020년 11월 3일. 2021년 2월 10일에 원본 문서에서 보존된 문서. 2020년 11월 3일에 확인함.
93. ↑  “Poland delays abortion ban amid nationwide protests”. 《the Guardian》 (영어). Associated Press in. 2020년 11월 3일. 2021년 2월 10일에 원본 문서에서 보존된 문서. 2020년 11월 3일에 확인함.
94. ↑  “Centrum Informacyjne Rządu on Twitter: "Trybunał Konstytucyjny przedstawił pisemne uzasadnienie do wyroku dotyczącego ochrony życia. Zgodnie z wymogami konstytucyjnymi wyrok zostanie opublikowany dzisiaj w Dzienniku Ustaw."”. 《Twitter》. 2021년 1월 26일. 2021년 2월 10일에 원본 문서에서 보존된 문서. 2021년 1월 29일에 확인함.
95. ↑  “Żandarmeria Wojskowa otoczyła kościoły w Warszawie – Radio Kolor 103 FM”. 《radiokolor.pl》. 2020년 11월 7일에 원본 문서에서 보존된 문서. 2020년 10월 30일에 확인함.
96. ↑  “Strajk kobiet. Minister odbiera granty. "Gdy zakręci się kurek, łatwo doprowadzić do nieodwracalnych szkód"”. 《money.pl》. 2020년 10월 30일.
97. ↑  “Prokuratura będzie ścigać organizatorki Strajku Kobiet. Grożą im surowe kary”. 《natemat.pl》. 2020년 10월 29일. 2021년 2월 10일에 원본 문서에서 보존된 문서. 2020년 10월 30일에 확인함.
98. ↑  “Spór o aborcję: Organizujący protesty będą ścigani, grozi im nawet 12 lat pozbawienia wolności”. 《rp.pl》. 2020년 10월 29일. 2021년 2월 10일에 원본 문서에서 보존된 문서. 2020년 10월 30일에 확인함.
99. ↑  “Prokuratura chce ścigać organizatorów demonstracji w sprawie aborcji. Grozi im więzienie”. 《onet.pl》. 2020년 10월 29일. 2021년 2월 10일에 원본 문서에서 보존된 문서. 2020년 10월 30일에 확인함.
100. ↑  “KRRiT apeluje ws. Strajku Kobiet. Pod lupą nie tylko TVN24”. 《wiadomosci.wp.pl》. 2020년 10월 29일.
101. ↑  “Przyłębska: Przyjaciółka ważnych polityków”. 《fakt.pl》. 2020년 10월 28일.
102. ↑  “Studentki i studenci KUL mają prawo prezentować swe poglądy. Rzecznik do Rektora”. 《rpo.gov.pl》. 2020년 10월 30일.
103. 1 2  “Sondaż dla "Wyborczej". Polki i Polacy nie popierają wyroku TK w sprawie aborcji”. 《wyborcza.pl》. 2020년 10월 28일.
104. ↑  “Sondaż: Rośnie poparcie dla aborcji na żądanie do 12. tygodnia ciąży”. 《Newsweek》. 2019년 4월 17일. 2020년 10월 28일에 원본 문서에서 보존된 문서. 2020년 10월 28일에 확인함.
105. ↑  “Sondaż: orzeczenie Trybunału Konstytucyjnego w sprawie aborcji popiera 13 procent pytanych”. 《TVN24》 (폴란드어). 2020년 10월 28일에 확인함.
106. ↑  “Sondaż dla Onetu: Jedna czwarta Polaków dobrze ocenia wyrok Trybunału Konstytucyjnego. 69 proc. chce referendum”. 《wiadomosci.onet.pl》. 2020년 10월 28일. 2021년 2월 10일에 원본 문서에서 보존된 문서. 2020년 10월 28일에 확인함.
107. ↑  “Sondaż: 70,7 proc. Polaków negatywnie o wyroku TK”. 《rp.pl》. 2020년 10월 28일.
108. ↑  “To już jest DRUGA Białoruś?! Przerażająca wiadomość dla PiS. Fakty są NIEUBŁAGANE”. 《se.pl》. 2020년 10월 28일. 2020년 11월 7일에 원본 문서에서 보존된 문서. 2020년 10월 28일에 확인함.